# رافاييل تيرفيل
رافاييل تيرفيل (بالفرنسية: Raphaëlle Tervel)‏ مواليد 21 أبريل 1979 في بيزنسون، هي لاعبة كرة يد فرنسية. مثلت منتخب فرنسا لكرة اليد للسيدات. شاركت في دورة الألعاب الأولمبية الصيفية سنة 2000. حققت المركز الأول في بطولة العالم لكرة اليد للسيدات 2003.

## الميداليات
| الميدالية | المسابقة                            |
| --------- | ----------------------------------- |
| ذهبية     | بطولة العالم لكرة اليد للسيدات 2003 |
| فضية      | بطولة العالم لكرة اليد للسيدات 2009 |
| فضية      | بطولة العالم لكرة اليد للسيدات 2011 |
| برونزية   | بطولة أوروبا لكرة اليد للسيدات 2002 |
| برونزية   | بطولة أوروبا لكرة اليد للسيدات 2006 |

## روابط خارجية
- رافاييل تيرفيل على موقع الاتحاد الأوروبي لكرة اليد (الإنجليزية)
- رافاييل تيرفيل على موقع أوليمبيديا (الإنجليزية)
- رافاييل تيرفيل على موقع اللجنة الأولمبية الفرنسية (مؤرشف) (الفرنسية)